# Corrente di Mindanao

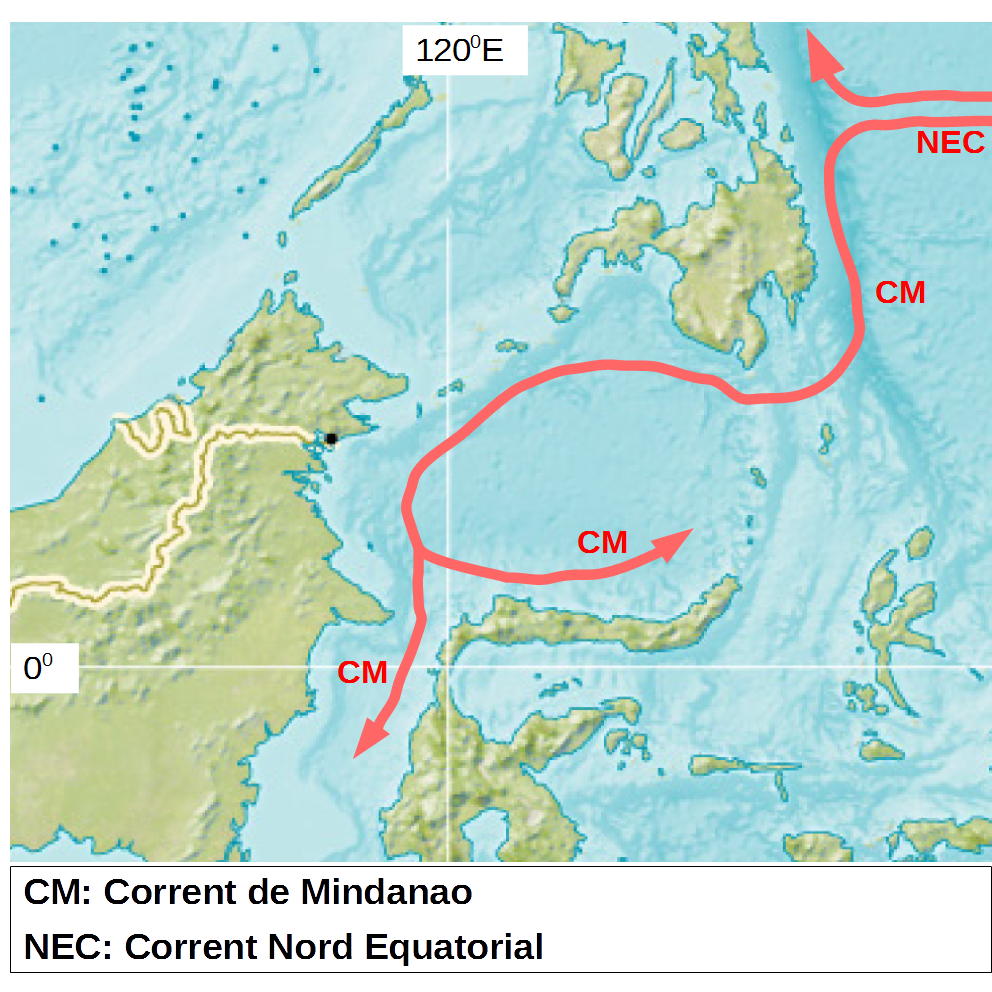

La corrente di Mindanao è una corrente oceanica che fluisce sul lato orientale della parte meridionale delle Filippine.
Si tratta di una corrente caratterizzata da un flusso piuttosto stretto, che scorre in direzione sud a partire dal 14°N con una portata di 13Sv che aumenta fino a raggiungere 33Sv a 5.5°N.
Prima di raggiungere la costa sudorientale di Mindanao, la corrente si divide in due parti; la prima fluisce con rotazione ciclonica nel Mare di Celebes e successivamente va ad alimentare la controcorrente equatoriale Nord (NECC), mentre l'altra parte va direttamente ad alimentare la NECC.